# Berosus punctatissimus
Berosus punctatissimus är en skalbaggsart som beskrevs av Leconte 1855. Berosus punctatissimus ingår i släktet Berosus och familjen palpbaggar. Inga underarter finns listade i Catalogue of Life.